# Lindernia inundata
Lindernia inundata é uma espécie botânica do gênero Lindernia pertencente à família Linderniaceae.